# Michal Rozsíval
Michal Rozsíval (né le 3 septembre 1978 à Vlašim en Tchécoslovaquie aujourd'hui ville de la République tchèque) est un joueur professionnel tchèque de hockey sur glace. Il évolue au poste de défenseur

## Carrière
Rozsíval a commencé sa carrière dans les ligues mineurs d'Amérique du Nord en jouant pour les Broncos de Swift Current de la Ligue de hockey de l'Ouest en 1996-1997. Auparavant, il jouait dans la 1.liga de son pays natal pour le club du HC Dukla Jihlava.
Il rejoint l'Amérique du Nord en étant choisi lors du repêchage d'entrée dans la Ligue nationale de hockey en 1996 en quatrième ronde (105e choix au total) par les Penguins de Pittsburgh.
À la suite de deux saisons dans la LHOu, il fera ses débuts avec les Crunch de Syracuse, franchise associée aux Penguins mais évoluant dans la Ligue américaine de hockey. Il joue la saison 1999-2000 avec les Penguins puis lors de la saison d'après, il joue pour les Penguins de la LNH mais aussi pour les Penguins de Wilkes-Barre/Scranton de la LAH.
Au cours du lock-out 2004-2005, il retourne jouer dans son pays natal pour le HC Oceláři Třinec et le HC Moeller Pardubic. Pour la saison suivante, il rejoint les Rangers de New York avec qu'il gagne le Trophée plus-moins de la LNH à égalité avec Wade Redden des Sénateurs d'Ottawa (+35). Après cinq saisons et demie avec New York, il passe le 10 janvier 2011 aux Coyotes de Phoenix en retour de Wojtek Wolski.
En septembre 2012, il signe un contrat d'un an avec les Blackhawks de Chicago. À sa première saison avec l'équipe, il remporte la Coupe Stanley après avoir battu les Bruins de Boston 4 parties à 2 en finale. À la suite de cette saison victorieuse, il prolonge de deux ans son contrat avec l'équipe. Il remporte une deuxième Coupe en 2015 bien que ses séries soient terminées au deuxième tour face au Wild du Minnesota à cause d'une fracture à une cheville.

## Statistiques

### En club
| Saison     | Équipe                   | Ligue      |     | Saison régulière | Saison régulière | Saison régulière | Saison régulière | Saison régulière |   | Séries éliminatoires | Séries éliminatoires | Séries éliminatoires | Séries éliminatoires | Séries éliminatoires |
| Saison     | Équipe                   | Ligue      | PJ  | B                | A                | Pts              | Pun              | PJ               | B | A                    | Pts                  | Pun                  |                      |                      |
| 1996-1997  | Broncos de Swift Current | LHOu       | 63  | 8                | 31               | 39               | 80               | 10               | 0 | 6                    | 6                    | 15                   |                      |                      |
| 1997-1998  | Broncos de Swift Current | LHOu       | 71  | 14               | 55               | 69               | 122              | 12               | 0 | 5                    | 5                    | 33                   |                      |                      |
| 1998-1999  | Crunch de Syracuse       | LAH        | 49  | 3                | 22               | 25               | 72               | -                | - | -                    | -                    | -                    |                      |                      |
| 1999-2000  | Penguins de Pittsburgh   | LNH        | 75  | 4                | 17               | 21               | 48               | 2                | 0 | 0                    | 0                    | 4                    |                      |                      |
| 2000-2001  | Penguins de WBS          | LAH        | 29  | 8                | 8                | 16               | 32               | 21               | 3 | 19                   | 22                   | 23                   |                      |                      |
| 2000-2001  | Penguins de Pittsburgh   | LNH        | 30  | 1                | 4                | 5                | 26               | -                | - | -                    | -                    | -                    |                      |                      |
| 2001-2002  | Penguins de Pittsburgh   | LNH        | 79  | 9                | 20               | 29               | 47               | -                | - | -                    | -                    | -                    |                      |                      |
| 2002-2003  | Penguins de Pittsburgh   | LNH        | 53  | 4                | 6                | 10               | 40               | -                | - | -                    | -                    | -                    |                      |                      |
| 2003-2004  | Penguins de WBS          | LAH        | 1   | 0                | 0                | 0                | 2                | -                | - | -                    | -                    | -                    |                      |                      |
| 2004-2005  | HC Oceláři Třinec        | Extraliga  | 35  | 1                | 10               | 11               | 40               | -                | - | -                    | -                    | -                    |                      |                      |
| 2004-2005  | HC Moeller Pardubic      | Extraliga  | 16  | 1                | 3                | 4                | 30               | 16               | 1 | 2                    | 3                    | 34                   |                      |                      |
| 2005-2006  | Rangers de New York      | LNH        | 82  | 5                | 25               | 30               | 90               | 4                | 0 | 1                    | 1                    | 8                    |                      |                      |
| 2006-2007  | Rangers de New York      | LNH        | 80  | 10               | 30               | 40               | 52               | 10               | 3 | 4                    | 7                    | 10                   |                      |                      |
| 2007-2008  | Rangers de New York      | LNH        | 80  | 13               | 25               | 38               | 80               | 10               | 1 | 5                    | 6                    | 10                   |                      |                      |
| 2008-2009  | Rangers de New York      | LNH        | 76  | 8                | 22               | 30               | 52               | 7                | 0 | 0                    | 0                    | 4                    |                      |                      |
| 2009-2010  | Rangers de New York      | LNH        | 82  | 3                | 20               | 23               | 78               | -                | - | -                    | -                    | -                    |                      |                      |
| 2010-2011  | Rangers de New York      | LNH        | 32  | 3                | 12               | 15               | 22               | -                | - | -                    | -                    | -                    |                      |                      |
| 2010-2011  | Coyotes de Phoenix       | LNH        | 33  | 3                | 3                | 6                | 20               | 4                | 0 | 0                    | 0                    | 2                    |                      |                      |
| 2011-2012  | Coyotes de Phoenix       | LNH        | 54  | 1                | 12               | 13               | 34               | 15               | 0 | 0                    | 0                    | 2                    |                      |                      |
| 2012-2013  | Blackhawks de Chicago    | LNH        | 27  | 0                | 12               | 12               | 14               | 23               | 0 | 4                    | 4                    | 16                   |                      |                      |
| 2013-2014  | Blackhawks de Chicago    | LNH        | 42  | 1                | 7                | 8                | 32               | 17               | 1 | 5                    | 6                    | 8                    |                      |                      |
| 2014-2015  | Blackhawks de Chicago    | LNH        | 65  | 1                | 12               | 13               | 22               | 10               | 0 | 1                    | 1                    | 6                    |                      |                      |
| 2015-2016  | Blackhawks de Chicago    | LNH        | 51  | 1                | 12               | 13               | 33               | 4                | 0 | 0                    | 0                    | 2                    |                      |                      |
| 2016-2017  | Blackhawks de Chicago    | LNH        | 22  | 1                | 2                | 3                | 14               | -                | - | -                    | -                    | -                    |                      |                      |
| Totaux LNH | Totaux LNH               | Totaux LNH | 963 | 68               | 241              | 309              | 704              | 106              | 5 | 20                   | 25                   | 72                   |                      |                      |

### En équipe nationale
| Année | Compétition                 |   | PJ | B | A | Pts | Pun           |  | Résultat |
| 1996  | Championnat d'Europe junior | 5 | 0  | 1 | 1 | 10  | 5e place      |  |          |
| 2008  | Championnat du monde        | 4 | 0  | 0 | 0 | 0   | 5e place      |  |          |
| 2010  | Championnat du monde        | 9 | 0  | 2 | 2 | 4   | Médaille d'or |  |          |
| 2014  | Jeux olympiques             | 5 | 0  | 0 | 0 | 0   | 6e place      |  |          |